# نور روز فعال
نور روز فعال سیستمی است که به جمع‌آوری نور خورشید برای دستگاه‌های مکانیکی می‌پردازد که هدف آن افزایش بهره‌وری از نور جمع‌آوری شده برای روشنایی است. سیستم نور روز فعال با سیستم نور روز غیرفعال که در آن سیستم‌ها ایستا هستند و به طور فعال خورشید را دنبال یا ردیابی نمی‌کنند متفاوت هستند.

## انواع سیستم‌های کنترل نور روز فعال
سیستم‌های کنترل نور روز فعال دو دسته می‌باشند:حلقه بسته ردیابی خورشید و حلقه باز ردیابی خورشید.
حلقه بسته ردیابی خورشید با تکیه بر مجموعه‌ای از لنزها یا سنسورها با یک میدان محدود مشخصات، در جهت خورشید، و به طور کامل توسط نور خورشید در همه زمان‌ها روشن شده است. هنگامی که خورشید حرکت می‌کند، شروع به سایه اندازی بر روی یک سنسور یا بیشتر می‌کند. همان سیستمی که موتورها یا دیسک‌ها را برای بازگرداندن دستگاه به موقعیتی که در آن تمام سنسورها یک بار دیگر به همان اندازه روشن شده بود را تشخیص می‌دهد و فعال می‌کند.
سیستم‌های حلقه باز، خورشید را بدون دنبال کردن سنسورهای خورشیدی از نظر فیزیکی، ردیابی می‌کند (ا گر چه سنسورها ممکن است برای درجه‌بندی استفاده شود). این سیستم‌ها به طور معمول منطق الکترونیکی بکار می‌گیرند همان که موتورها یا دیسک‌ها را برای دنبال کردن خورشید که بر اساس یک فرمول ریاضی است، تشخیص می‌دهد و فعال می‌کند. این فرمول‌ها به طور معمول یک نمودار مسیر خورشیدی پیش برنامه‌ریزی شده هستند که جزئیات جایی که خورشید در عرض جغرافیایی داده شده و در تاریخ و زمان داده شده برای هر روز خواهد بود را مشخص می‌کند.

## شرکتها و محصولاتی که از سیستم نور روز فعال استفاده می‌کنند
- Solatube Daylighting Systems
- Himawari Daylight Collector
- Heliostats
- Sunflower Corporation
- Ciralight SunTrackers بایگانی‌شده  در ۱ دسامبر ۲۰۲۰ توسط Wayback Machine  بایگانی‌شده  در ۱ دسامبر ۲۰۲۰ توسط Wayback Machine
- Natural Lighting Co.Int.
- SunCentral Inc.
- Parans Solar Lighting